# Sevujärvi
Sevujärvi är en öde nybyggarby i Jukkasjärvi socken, Kiruna kommun. Byn ligger vid sundet mellan sjöarna Alanen Sevujärvi och Ylinen Sevujärvi, cirka 2 mil norr om Jukkasjärvi. Ödebyn kan nås med bil på Luonantivaaravägen som dock är i mycket dåligt skick. Byn, som tidigare var skatteland för olika samesläkter, var en av de yttersta utposterna för finskspråkiga nybyggare mot Kirunas fjällvärd. Den förste nybyggaren var Lars Olofsson Kemiläinen, från Rautusvuoma sameby, vilken slog sig ner här vid 1800-talets mitt.
Sevujärvi kallas också för Sevuvuoma.